# Anthophora amegilloides
Anthophora amegilloides är en biart som beskrevs av Wu 2000. Anthophora amegilloides ingår i släktet pälsbin, och familjen långtungebin. Inga underarter finns listade i Catalogue of Life.